# EO-X 사업
EO-X 사업은 한국이 대북 감시능력을 향상시키기 위해 정찰거리 100 km 정도인 KF-16용 정찰 포드 구매사업이다. RF-16 정찰기를 새매정찰기라고 부른다.

## 역사
2006년 2월, 이스라엘 IAI의 엘롭사가 선정되었다.
예산 700억∼800억원 규모로 10대 미만의 정찰 포드를 2003년에 도입할 예정이었는데, 시험평가에서 탈락한 엘롭사의 문제제기와 이에 따른 국방부의 감사로 사업이 장기간 중단됐었다가 엘롭사가 최종 선정되었다.
기존의 전투기 장착용 정찰 포드는 탐지거리가 40 km 여서 대북 정찰활동에 한계가 많았다.
1999년 사업 시작 당시 EO-X 장비를 RF-4C 정찰기에 장착하기로 했었으나, 성능 문제로 KF-16에 탑재하기로 했다. 기존의 카메라보다 정보수집 능력이 2∼3배 이상 뛰어나며, 금강정찰기의 SAR 화상 정보보다 뛰어나, 주한미군이 보유한 U-2 정찰기에 버금가는 능력을 발휘할 것이라고 국방부 관계자가 밝혔다. U-2 정찰기는 30 cm X 30 cm의 해상도를 갖고 있다.
입찰에 참가한 회사:
- 미국 레이시온
- 미국 R.O.I사
- 프랑스 톰슨사
- 이스라엘 엘롭사

EO-X 정찰 포드의 해상도는 알려진 바가 없다. 그러나, 비슷한 시기에 프랑스 라팔 전투기의 구입을 한국 정부가 검토한 적이 있었는데, 라팔의 주요한 장점 중에 하나로 제시된 것이, 이스라엘제 정찰 포드 장착시 180 km 탐지거리에 1.8 m X 1.8 m 해상도의 영상 정보를 획득할 수 있다고 하였다.

## 장비
RF-16은 수집한 영상·전자정보를 네트워크 체계를 통해 최단 시간 내 지상으로 전송할 수 있다. 정찰 후 필름 인화와 현상, 정보 분석 등에 6시간 이상이 걸린 RF-4C보다 훨씬 효과적이다.
영상정보 수집 장비는 이스라엘산 콘도르-2와 국내에서 개발한 전술정찰 영상정보 수집체계(Tac-EO/IR)가 탑재된다. 콘도르-2는 최대 100㎞ 떨어진 지상 표적에 대한 광학·적외선 영상을 지상에 실시간 전송이 가능하다. 국산품인 전자정보 수집체계(ARD-300K)는 적 레이더와 미사일이 발신하는 신호를 수집, 아군에게 제공하는 기능을 갖고 있다.
콘도르-2 정찰 포드는 10000-40000 ft (3-12 km) 상공에서 작동하는 가시광선/적외선 카메라이다. 다른 출처에서는 50000 ft (15 km) 고도에서 사용할 수 있다고 한다.
공군은 콘도르-2를 새로운 SAR 정찰 포드로 교체할 계획이다. 한국이 수입한 글로벌 호크는 SAR를 내장해서 250 km 거리까지 정찰할 수 있다.

## 한국군 주요 정찰 수단
| 구분       | 해상도                       | 탐지거리 | 지속정찰시간 | 동영상   | 정찰센서 | 도입시기 | 비고                       |
| ---------- | ---------------------------- | -------- | ------------ | -------- | -------- | -------- | -------------------------- |
| RF-4C      | 미확인                       | 40 km    | 2시간        | 정지영상 | Optical  | 1989년   | 귀환해서 필름 현상해야 함. |
| 금강정찰기 | 30 cm X 30 cm 실제 5 m X 5 m | 100 km   | 5시간        | 동영상   | SAR      | 2001년   |                            |
| RKF-16     | 미확인                       | 100 km   | 2시간        | 동영상   | EO/IR    | 2006년   | EO-X 사업 참조             |
| 아리랑 2호 | 1 m X 1 m                    | 무제한   | 2분          | 정지영상 | EO       | 2006년   | 구름과 밤에는 촬영불가     |
| 서처 II    | 미확인                       | 250 km   | 6시간        | 동영상   | EO/IR    | 미확인   |                            |
| 비조       | 1 m X 1 m                    | 15 km    | 6시간        | 동영상   | SAR      | 2002년   | 국산 SAR                   |
| KO-1       | 1 m X 1 m                    | 15 km    | 2시간        | 동영상   | SAR      | 2006년   | 국산 SAR                   |

- Optical: 일반 필름식 카메라. 기지에 귀환해서 필름을 현상해야 한다.
- EO/IR: Electric Optical 전자 광학(비디오 카메라)/ IR은 적외선 카메라를 말함. 보통 EO/IR 방식은 실시간 또는 준실시간으로 동영상 또는 정지영상을 무선 데이터링크를 통해 지상 통제소에 전송하는 방식이다.
- SAR: 합성개구레이다 합성개구레이다는 구름을 통과하며 지하까지 투시할 수 있으나, 일반 적인 지상 물체 관측에는 EO 카메라 보다 훨씬 선명하지 못하다. 레이다 영상이다.
- 휴전선 부근의 북한군을 정찰할 수 있는 수단으로는 금강정찰기, KF-16, 아리랑 2호, 서처 II가 있다. 그러나, 금강정찰기의 실제 해상도가 277배 낮은 수준인 5m 해상도로 알려지면서, 실제 정찰 수단은 아리랑 2호 정찰위성과 KF-16, 서처 II 정찰기 뿐인 것으로 파악된다. 아리랑 2호 정찰위성과 KF-16, 서처 II 정찰기는 모두 이스라엘 IAI 사의 제품이다.

## 같이 보기
- 서처 II: 이스라엘산 무인 정찰기
- 금강정찰기: 한국이 휴전선 이북 100킬로미터를 정찰할 수 있는 수단으로는 이스라엘산 KF-16의 EO-X 정찰 포드, 미국산 금강정찰기, 이스라엘산 서처 II 무인 정찰기. 이스라엘 기술의 아리랑 2호가 있다.